# Katrin Eigendorf

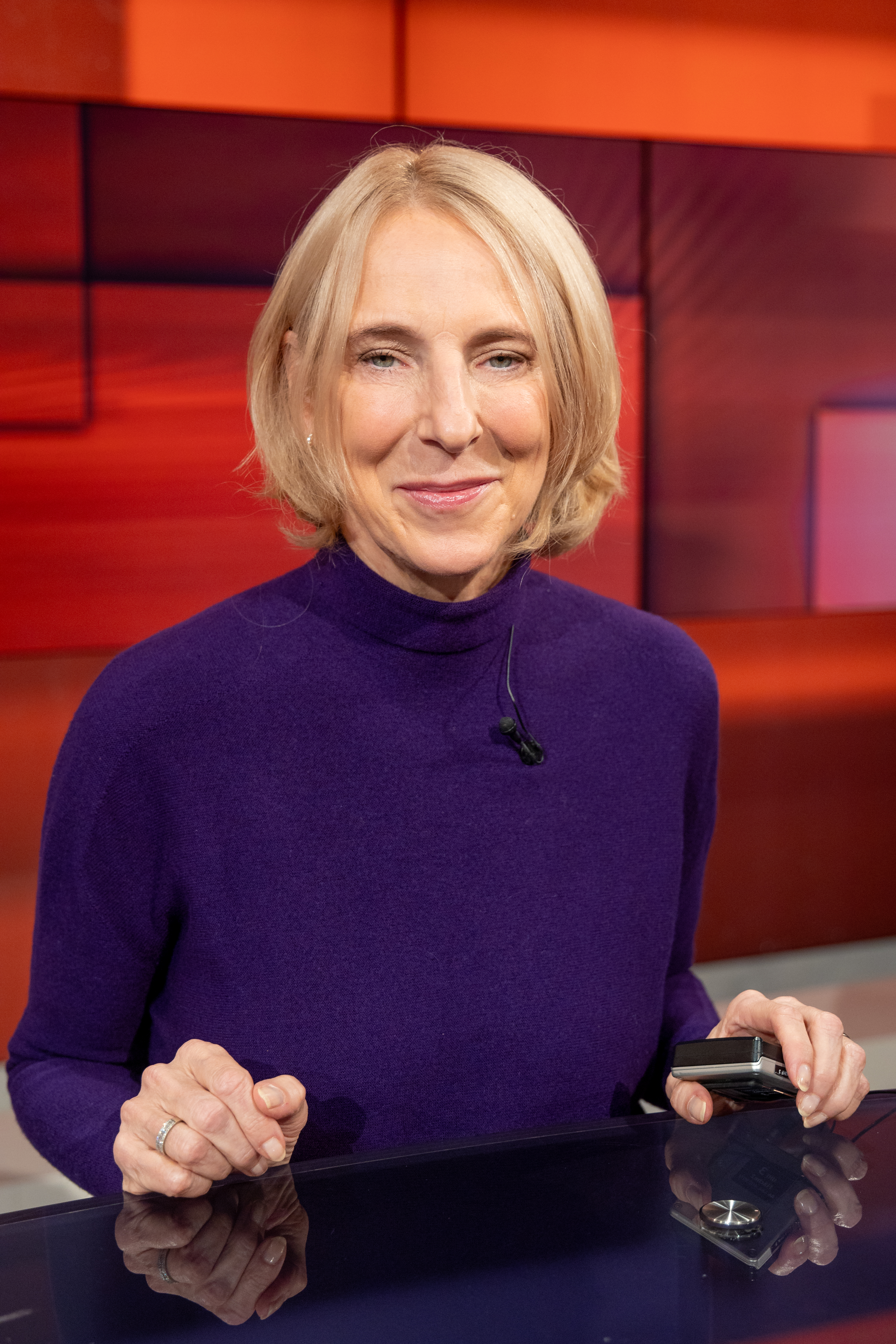
Katrin Eigendorf, 2023

Katrin Eigendorf (* 1. Juli 1962 als Katrin Schut in Tönisvorst) ist eine deutsche Fernsehjournalistin und Kriegsberichterstatterin.

## Werdegang
Eigendorf machte in Krefeld Abitur und studierte Journalistik in Dortmund und in Paris am Institut français de presse (IFP). Anschließend absolvierte sie ein Redaktionsvolontariat beim WDR in Köln. Seit den 1990er-Jahren ist sie Auslandskorrespondentin, u. a. arbeitete sie als Redakteurin im ARD-Studio Paris sowie bei den tagesthemen. Als RTL-Korrespondentin in Moskau berichtete sie von 1993 bis 1996 auch über die ehemalige Sowjetunion und den Tschetschenienkrieg.
Ab 1999 arbeitete sie für das ZDF in Mainz als außenpolitische Reporterin mit den Schwerpunkten Russland, Kaukasus und Nahost. Ab 2001 moderierte sie das auslandsjournal extra und berichtete für das ZDF und für ARTE u. a. aus Georgien, Israel, Ägypten, der Türkei, Afghanistan, dem Irak und dem Libanon. Von Januar 2015 bis April 2018 war sie Korrespondentin im ZDF-Auslandsstudio in Moskau und berichtete unter anderem über den seit 2014 laufenden Krieg in der Ukraine. Seit 2018 ist Eigendorf internationale Reporterin beim ZDF und berichtet aus verschiedenen Kriegs- und Krisengebieten. So berichtete sie 2021 aus Afghanistan über die Rückkehr der Taliban. Nach dem Beginn des russischen Überfalls auf die Ukraine am 24. Februar 2022 berichtete Eigendorf monatelang aus den Kriegsgebieten in der Ukraine. Nach dem Terrorangriff der Hamas auf Israel 2023 berichtete sie aus Israel.

## Auszeichnungen
- 2021 erhielt sie den Hanns-Joachim-Friedrichs-Preis für herausragende journalistische Leistungen in Brennpunkten aktuellen Geschehens.[2] Die Jury zeichnet Katrin Eigendorf für ihre „kenntnisreichen, ruhigen Analysen live am Ort des Geschehens“ und ihre „zuverlässigen Einordnungen“ der dramatischen Ereignisse aus. Auch wird ihr hinsichtlich ihres Wirkens für Frauen in Afghanistan „eine authentische Empathie für die Opfer eines historischen Versagens“ bescheinigt.[3] Der Journalist Rüdiger Jungbluth erläutert darum an ihrem Beispiel, wie die Hanns Joachim Friedrichs fälschlich zugeschriebene Maxime, dass ein guter Journalist sich mit einer Sache, selbst einer guten nicht gemein machen sollte, auch von ihrem Namensgeber nicht immer eingehalten wurde.[4]

- 2021 Die Zeitschrift Medium Magazin zeichnete sie für ihre Arbeit in der Kategorie „Reportage national“ als Journalistin des Jahres 2021 aus.[5] Die Begründung der Jury: „Sie gibt denen eine Stimme, die sonst nicht gehört werden, schaut da hin, wo andere wegsehen, macht komplexe Probleme verständlich – kurz, sie hat all das, was eine außergewöhnliche Reporterin braucht.“

- 2022 Für „besondere journalistische Leistung“ wurde Katrin Eigendorf für ihre empathischen und mutigen Reportagen zur Lage der Frauen und Mädchen in Afghanistan mit dem Grimme-Preis 2022 ausgezeichnet.[6]

- 2022 Für ihr jahrzehntelanges journalistisches Engagement in Krisen- und Kriegsgebieten erhielt Eigendorf den Sonderpreis der Jury des Robert-Geisendörfer-Preises 2022. „Mit ihren Berichten, Reportagen und Einordnungen prägt sie die Auslandsberichterstattung im deutschen Fernsehen in beispielgebender Weise“, so die Jury.[7]

- 2022 In der Kategorie „Beste persönliche Leistung Information“ erhielt sie 2022 den Deutschen Fernsehpreis.[8]

- 2022 wurde sie mit dem neu gestifteten Werner-Holzer-Preis für ausgezeichneten Auslandsjournalismus geehrt.[9]

- 2022 erhielt sie den Winfried-Preis der Stadt Fulda „für ihre Arbeit, mit der sie den Opfern von Krieg, Vertreibung und Unterdrückung – aktuell in der Ukraine – eine Stimme gibt.“[10]

- Im Dezember 2022 zeichnete das Medium Magazin Eigendorf als „Journalistin des Jahres 2022“ aus.[11]

- 2022 wurde Eigendorf gemeinsam mit der Walter-Lübcke-Schule in Wolfhagen mit dem Lübcke-Demokratie-Preis ausgezeichnet. Der hessische Ministerpräsident Boris Rhein erklärte bei der Preisverleihung, beide verkörperten die Werte, die der ermordete Kasseler Regierungspräsident vertreten habe.[12]

- Katrin Eigendorf erhielt im April 2023 den Martini-Preis der SPD Südpfalz, mit dem Personen ausgezeichnet werden, die sich um die „Demokratie, um politische Kultur, um Aufklärung und Wahrhaftigkeit im politischen, gesellschaftlichen und kulturellen Leben verdient gemacht haben.“[13]

- Im August 2023 wurde sie mit dem Augsburger Friedenspreis ausgezeichnet. Die Jury des Augsburger Friedenspreises begründete ihre Wahl mit den journalistischen Leistungen der Preisträgerin.[14]

- Ebenfalls 2023 erhielt sie den Preis für die Freiheit und Zukunft der Medien.[15]

## Privates
Sie ist mit Jörg Eigendorf, einem leitenden Angestellten der Deutschen Bank verheiratet.
Ihr Sohn kam mit einer sehr schweren Behinderung zur Welt und starb im Alter von 17 Jahren. In Erinnerung an ihn und zur Unterstützung schwerbehinderter Kinder und deren Familien hat Eigendorf mit ihrem Mann den Philip-Julius-Verein gegründet.
Die gemeinsame Tochter Alexandra wurde unter dem Namen Aly Ryan als Popsängerin bekannt.

## Audios
- WDR 5 (Westdeutscher Rundfunk) Tischgespräch vom 5. Oktober 2022: Katrin Eigendorf im Gespräch mit Lothar Lenz

## Veröffentlichungen
- Katrin Schut, Friedrich Gier (Fotos): Bretagne. Vista-Point-Verlag, Köln 1992, ISBN 3-88973-303-4. 3. Auflage: 1999, ISBN 3-88973-196-1.
- Jörg Eigendorf, Katrin Schut: Die Macher von Moskau: Aufstieg und Macht der neuen Business-Elite Rußlands (= Econ-Sachbuch; 26116). Econ-Taschenbuch-Verlag, Düsseldorf/Wien 1994, ISBN 3-612-26116-9.
- Katrin Schut: 3 x (Tage) Paris: Stadtführer. Vista-Point-Verlag, Köln 1999, ISBN 3-88973-089-2.
- Katrin Eigendorf: Putins Krieg – Wie die Menschen in der Ukraine für unsere Freiheit kämpfen. S. Fischer Verlag GmbH, Frankfurt am Main 2022, ISBN 978-3-10-397195-8.[17]